# Ciugud
Ciugud (in ungherese Maroscsüged), è un comune della Romania di 2 783 abitanti, ubicato nel distretto di Alba, nella regione storica della Transilvania.
Il comune è formato dall'insieme di cinque villaggi: Ciugud, Drâmbar, Hăpria, Șeușa, Teleac.
Nell'area del villaggio di Şeuşa si trova un giacimento di bentonite, coltivato a cielo aperto tra il 1987 ed il 2000. Nell'area si trova anche un sito archeologico, tuttora in fase di studio ed esplorazione.